# بانا ريتيكراي
بانا ريتيكراي (بالإنجليزية: Panna Rittikrai )‏ (و. 1961 – 2014 م) هو مخرج أفلام، وكاتب سيناريو، وممثل هزلي، ومصمم رقص، ومنتج أفلام، ومؤدي مشاهد خطيرة تايلاندي، ولد في محافظة خون كاين، توفي في بانكوك، عن عمر يناهز 53 عاماً، بسبب قصور كلوي.

## وصلات خارجية
- بانا ريتيكراي على موقع IMDb (الإنجليزية)
- بانا ريتيكراي على موقع ألو سيني (الفرنسية)
- بانا ريتيكراي على موقع أول موفي (الإنجليزية)
- بانا ريتيكراي على موقع قاعدة بيانات الأفلام السويدية (السويدية)
- بانا ريتيكراي على موقع إن إن دي بي (الإنجليزية)
- بانا ريتيكراي على موقع قاعدة بيانات الفيلم (الإنجليزية)
- بانا ريتيكراي على موقع كينوبويسك (الروسية)